# Pentagrafeno

Embaldosado pentagonal de El Cairo

El pentagrafeno es un alótropo teórico del carbono compuesto enteramente por pentágonos de átomos de carbono que se asemejan a las baldosas pentágonales de las aceras de El Cairo fue propuesto en 2014 mediante modelos informáticos. Los cálculos teóricos muestran que el pentagrafeno es estable, incluso a temperaturas de hasta 1000K (aprox. 750 C). Debido a su configuración atómica, el pentagrafeno tienen un  coeficiente de Poisson negativo, lo que significa que, si se estira longitudinalmente, se expande transversalmente en lugar de encogerse, algo muy inusual. También posee una fortaleza mecánica ultraalta.